# Mohammad Dżawad Manawineżad
Mohammad Dżawad Manawineżad (ur. 27 listopada 1995 w Isfahanie) – irański siatkarz, grający na pozycji przyjmującego, reprezentant Iranu. 

## Sukcesy klubowe
Mistrzostwo Iranu:
- 2015
- 2016, 2017

Klubowe Mistrzostwa Azji:
- 2023[5]
- 2015

## Sukcesy reprezentacyjne
Mistrzostwa Azji Kadetów:
- 2012

Mistrzostwa Azji Juniorów:
- 2014

Mistrzostwa Azji U-23:
- 2015

Puchar Wielkich Mistrzów:
- 2017

Igrzyska Azjatyckie:
- 2018

## Nagrody indywidualne
- 2014: MVP Mistrzostw Azji Juniorów
- 2023: Najlepszy przyjmujący Klubowych Mistrzostw Azji